# Papaha

Ofiţeri cazaci purtând căciuli papaha

Papahi (în limba georgiană: ფაფახი) sau papaha (în limbile ucraineană și rusă: папаха) este o căciulă din lână, care este o parte a costumului național a mai multor state din Caucaz, dar și din Ucraina și Rusia.
Căciula originală din Geogia – papahi – este confecționată din lână de oaie și are formă circulară.
Papaha rusă este o căciulă înaltă din blană, confecționată de obicei din piele de miel karakul. Papaha arată ca un cilindru cu o bază deschisă și este purtată pe cap în așa fel încât să atingă cu marginile de tâmple.
Căciulile papahi sunt purtate în regiunile muntoase ale Georgiei: Pshavi, Khevi, Mtiuleti și Tusheti. Căciulile papahi fac parte din uniforma cecenilor, fiind introduse de armata țaristă după campaniile din munții Caucaz, iar din 1855 au devenit parte a uniformei cazacilor, iar mai apoi a cavaleriei.
La scurtă vreme după victoria revoluției din 1917, căciulile papaha au fost îndepărtate din ținuta oficială a noii Armate Roșii datorită asocierii lor cu vechiul regim imperial și a faptului că numeroase regimente de cazaci au luptat împotriva bolșevicilor în timpul războiului civil. În timpul războiului civil, mai mulți cavaleriști și ofițeri prosovietici au purtat papaha datorită faptului că erau cazaci, așa cum a fost cazul lui Vasili Ciapaev.
Acest tip de căciulă a redevenit parte a uniformei oficiale ruse în 1935, dar din 1941 a fost rezervată exclusiv generalilor sau mareșalilor, devenind astfel un însemn al celor mai înalte ranguri militare. În 1994, papaha a fost din nou scoasă din uniforma oficială, după cum se spune, la cererea celor care erau obligați să le poarte, care le-ar fi considerat total ineficiente datorită faptului că nu protejau suficient urechile.
Îndepărtarea căciulilor papaha a fost considerată de unii observatori o încercare a regimului lui Boris Elțin de îndepărtare de tradițiile sovietice. Din 2005, căciulile papaha au redevenit parte a uniformei oficiale ruse.